# Songish
Songish (Lku'ngEn, Lkungen, Lekwungen, Songhees).- Pleme američkih Indijanaca porodice Salishan naseljeno na južnom dijelu kanadskog otoka Vancouver i zapadnoj obali otoka San Juan u američkoj državi Washington. Songiše otkriva 1592. Grk Juan de Fuca (rođen kao Ioannis Phokas). Od nekadašnjeg broja od 2,700 duša (1700), najmanje ih je popisano 1906., svega 488. -Prema Indian Life Online-u 2005. ima ih 2,046, organiziranih u 7 bandi: Beecher Bay, Esquimalt, Pauquachin, Songhees, Sooke, Tsartlip i Tsawout u Britanskoj Kolumbiji. 

## Ime
Ime songish prilagođeni je oblik imena glavne bande koja se nazivala Stsanges ili Stsa'ñges, koja po jednom tumačenju znači "people gathered from scattered places." Od plemena s južnog dijela Puget Sounda Songiši su nazivani imenom Etzamish. Njihovo vlastito ime za same sebe je Lku'ngEn.

## Bande
Songishi su podijeljeni na 3 glavne grane: Saanich (Sanetch), Songish i Sooke, među kojima se Saanichi dalje granaju na bande Mayne Island, Panquechin ili Panquechin, Tsartlip (kod Swanton pogrešno upisano Tsartilp, Tsawout, Tsehump i Saturna Island. 
Songish vlastiti dijele se na 12 bandi: Chikauach i Chkungen,  s McNeill Baya na Vancouveru; Kekayeken između Esquimalta i Beecher Baya (otok Vancouver); Kltlasen (McNeill Bay), Ksapsem (u Esquimalt), Kukoak ( McNeill Bay), Kukulek (Cadboro Bay, otok Vancouver), Lelek (Cadboro Bay), Sichanetl (Oak Bay, Vancouver), Skingenes (Discovery Island pred obalom Vancouvera), Skuingkung (u Victoria), Stsanges (između Esquimalta i Beecher Bay).

## Kultura
Kultura Songiša tipična je sjeverozapadnoj obali; kanu-Indijanci i vješti drvorezbari koji žive u kućama od cedrovih dasaka. Svoje ogrtače pletu od pseče dlake i vune planinske koze. Poznaju i običaje potlatcha i deformaciju lubanje i razne običaje vezane uz uz vjerovanja, pubertet, ženidbu i posmrtne običaje, kao i razne tabue. Svoje mrtve sahranjuju u kanuima ili posebnim sanducima smještenim na tlu ili u krošnjama drveća, a tom prilikom žrtvuju se i robovi.
Songiši su organizirani po klanovima (12 prema Mooneyu), od kojih svaki ima svoj vlastiti ribarski i lovački teritorij. Poglavištvo je hereditarno, i računa se po muškoj liniji. Društvo je podijeljeno na 3 klase koje čine plemići, puk i robovi. Ribolov (losos) i sakupljanje bobica osnovni su temelj opstanka. 

## Songiši danas
Glavnina pravih Songiša naseljena je danas na rezervatu Songhees I.R. #1A (126 hektara), koji se prostire na jugu Vancouvera na Esquimalt Harboru, te na još dva rezervata. Plemena Sooke i Saanich žive na još nekoliko rezervata u susjednom području Vancouvera.

## Vanjske poveznice
- Songish Indians
- First Nations